# Bettina Ellinger
Bettina Ellinger (* 22. November 1978 in Kitzbühel) ist eine österreichische Politikerin (ÖVP) und Volksschuldirektorin. Von 2013 bis 2018 war sie Abgeordnete zum Tiroler Landtag.

## Ausbildung und Beruf
Ellinger besuchte die Volksschule in Angath und anschließend die Hauptschule Wörgl. Die Matura legte sie 1997 mit Auszeichnung im Bundesoberstufenrealgymnasium Schwaz ab. Danach studierte Ellinger an der Pädagogischen Akademie in Innsbruck und schloss im Jahr 2000 das Volksschullehramt und das Lehramt für Religion ebenfalls mit Auszeichnung ab.
Die folgenden fünf Jahre unterrichtete sie an den Volksschulen in Kirchbichl und Wörgl. Seit September 2005 ist Ellinger Direktorin und Lehrerin der Volksschule Thierbach in Wildschönau. Neben ihrer beruflichen Tätigkeit qualifizierte sie sich unter anderem zur Montessorilehrerin und studierte an der Universität Salzburg Erziehungswissenschaft. Das Studium schloss Ellinger 2009 mit dem Titel „Master of Arts“ und 2012 mit dem Doktorat „Doktorin der Philosophie“ ab. Während ihrer Zeit an der Universität Salzburg beschäftigte sie sich besonders mit den Themen der Schul- und Unterrichtsentwicklung.

## Politik
Bei der Landtagswahl in Tirol 2013 kandidierte Ellinger auf Platz sieben der Landesliste der Tiroler Volkspartei. Durch die Wiederwahl von Günther Platter zum Landeshauptmann rückte sie in den Landtag auf.

## Privates
Ellinger spielt mehrere Instrumente und war von 1998 bis 2006 Mitglied der Bundesmusikkapelle Kirchbichl. Sie ist unverheiratet und lebt in Wildschönau.